# Stomatite da nicotina
Per  stomatite da nicotina  in campo medico, si intende una forma particolare di stomatite, un'infiammazione della cavità orale che riguarda soprattutto i consumatori abituali di sigarette, pipe e sigari.

## Epidemiologia
Essendo associata al consumo di tabacco è riscontrabile più facilmente nel sesso maschile intorno alla quarta decade di età.

## Eziologia
Le cause sono dovute all'assunzione continuo di tabacco; non risulta alcun aumento del rischio di forme tumorali.

## Prognosi
La malattia è a carattere benigno; risulta sufficiente smettere di fumare ed entro poche settimane avviene la guarigione.